# Мені-ан-Уш
Мені-ан-Уш (фр. Mesnil-en-Ouche) — муніципалітет у Франції, у регіоні Верхня Нормандія, департамент Ер. Мені-ан-Уш утворено 1 січня 2016 року шляхом злиття муніципалітетів Ажу, Ла-Барр-ан-Уш, Боменій, Боск-Рену-ан-Уш, Епіне, Жизе-ла-Кудр, Гутьєр, Граншен, Жонкре-де-Ліве, Ландперез, Ла-Русьєр, Сент-Обен-де-Е, Сент-Обен-ле-Гішар, Сент-Маргерит-ан-Уш, Сен-П'єрр-дю-Меній i Тевре. Адміністративним центром муніципалітету є Боменій. Населення — 4452 особи (01.01.2021).